# نخستین ورود، نخستین خروج
زمان‌بندی نخستین ورود نخستین خروج (به انگلیسی: first-in,first-served; first-come,first-choice) نیز می‌گوییم، که یک سیاست خدماتی است که به وسیله آن درخواست‌های مشتریان یا سرویس گیرنده، بدون تأثیر و تقدم دیگران، مراقب ترتیبی که آنها وارد می‌شوند، هستند. این سیاست می‌تواند موقعی که فرایندها ترتیبشان را برای تصمیم گیری در تهیه جا در رستوران یا ایستگاه تاکسی می‌فروشند، به کار گرفته شود. در جامعه غربی، این سیاست استاندارد بیشترین صف‌هایی است که در آن مردم برای یک سرویس منتظر هستند.
محل جشنواره (همچنین به محل عمومی و محل استادیوم مشهور است) محل انجام روی یک FCFS پایه است. شیوه‌ای که در میان تعدادی خطوط هوایی رایج است که اجازه ذخیره صندلی به صورت پیشرفته یا در هنگام وارد شدن نمی‌دهد. این خطوط هوایی به مسافران اجازه می‌دهد تا در گروههای کوچکی مبنی بر ترتیب وارد شدنشان سوار شوند و روی صندلی در هواپیما، جایی که آنها می‌خواهند بنشینند. بر اساس FCFS، آنهایی که زودتر وارد شوند زودتر سوار هواپیما می‌شوند تا صندلی که آنها می‌خواهند به دست آورند. مسافران به ترتیب (بر اساس FCFS) به یکی از گروه‌های چندتایی انتساب می‌یابند. سپس مسافران به ترتیب گروه وارد هواپیما می‌شوند.

## مثال
به عنوان مثال ناسا برای ترن هوایی بازنشسته یک سیستم محافظت حرارتی فراهم کرده که از مدرسه و دانشگاه به قیمت ۲۳٫۴۰ دلار آجر می‌کند که مبتنی بر نخستین ورود- نخستین خروج است.

## گرامر
معمولاً به جای served، عبارت serve به کار می‌رود که اشتباه است زیرا come مربوط به صفت مفعولی گذشته است همانطور که در جمله they have come بدین گونه آورده شده است و عبارتی که ما آوردیم کوتاه شده the first to have come is the first to be served است.